# NK Bilogora Špišić Bukovica
NK Bilogora je nogometni klub iz Špišić Bukovice.
Trenutačno se natječe u 1. ŽNL Virovitičko-podravskoj.